# Манторово
Манторово — село в Лунинском районе Пензенской области. Входит в состав Лунинского сельсовета.

## География
Село расположено в северной части области на расстоянии примерно в 2 километрах по прямой к северо-востоку от районного центра Лунино.
Часовой пояс
Село Манторово как и вся Пензенская область, находится в часовой зоне МСК (московское время). Смещение применяемого времени относительно UTC составляет +3:00.

## Население
| 1864 | 1910  | 1926  | 1930 | 1959 | 1979 | 1989 |
| ---- | ----- | ----- | ---- | ---- | ---- | ---- |
| 146  | ↗361  | ↗592  | ↗630 | ↗912 | ↗949 | ↗966 |
| 1996 | 2002  | 2010  |      |      |      |      |
| ↘925 | ↗1139 | ↗1159 |      |      |      |      |

Национальный состав
Согласно результатам переписи 2002 года, в национальной структуре населения русские составляли 96 % из 1139 чел..